# 37º Stormo
Il 37º Stormo è uno stormo caccia dell'Aeronautica Militare. Ricostituito dal 1984, ha sede presso l'Aeroporto di Trapani-Birgi. Dipende dal Comando delle Forze da Combattimento di Milano. Dal 2012 è operativo con il velivolo Eurofighter Typhoon F-2000.
Lo stormo, intitolato alla memoria del maggiore pilota Cesare Toschi, ha come reparto operativo il 18º Gruppo Caccia Intercettori Ognitempo.

## Storia
Lo stormo fu costituito all'aeroporto "Fortunato Cesari" di Lecce il 1º aprile 1939 come 37º Stormo Bombardamento Terrestre della Regia Aeronautica, con i velivoli Savoia-Marchetti S.M.81, trimotori da bombardamento affidati ai due reparti dello stormo (retto dal colonnello Goffredo Gorini): il 54º e 55º Gruppo.

### II guerra mondiale
Al 10 giugno 1940 era ancora al comando di Gorini con il LIV Gruppo del Magg. Giuseppe Colavolpe con la 218ª (7 SM 81) e 219ª Squadriglia (6 SM 81) ed il LV Gruppo del Ten. Col. Erminio Ermo con la 220ª (6 SM 81) e 221ª Squadriglia (6 SM 81) inquadrato nella IV Zona Aerea Territoriale del Gen. S.A. Eraldo Ilari di Bari. 
Durante la seconda guerra mondiale partecipò, il 9 luglio 1940, alla battaglia di Punta Stilo con 26 velivoli in quella che fu la sua prima azione bellica terminata con 8 aerei distrutti e due navi nemiche danneggiate. Il 54º Gruppo fu di stanza in Nordafrica sin dall'11 luglio 1940, da dove, spostandosi tra gli aeroporti di Ain el-Gazala, Barce (oggi al-Marj) e Aeroporto di Martuba, compì pattugliamenti marittimi e bombardamenti sia notturni che diurni meritandosi la medaglia d'argento al valor militare. Dalla fine dell'ottobre 1940 il 37º Stormo, che nel frattempo aveva inglobato il 116º Gruppo con le sue 276ª Squadriglia e 277ª Squadriglia, partecipò alla campagna di Grecia e di Jugoslavia volando sui Fiat B.R.20 con i quali partecipò anche alla difesa di Corfù e Cefalonia. L'11 giugno 1941 il comando dello stormo e il 55º Gruppo passarono all'aeroporto militare di Gerbini (nella piana di Catania) per meglio coordinare gli attacchi contro Malta che iniziarono il 18 ottobre. Quasi un mese dopo perì in una di queste incursioni il maggiore della 276ª Squadriglia Cesare Toschi, medaglia d'oro al valor militare alla memoria e al quale è intitolato il 37º Stormo. 
Dal gennaio al luglio 1942, prima il 55º e poi il 116º Gruppo operarono dall'aeroporto di Castelvetrano.
Successivamente il 55º e 116º tornarono a Lecce continuando comunque le ricognizioni e le scorte ai convogli, quindi il 3 settembre 1942 l'intero stormo si insediò a Reggio Emilia dove acquisì i bombardieri medi CANT Z.1007bis. La vita dell'unità stava comunque volgendo al termine.

3 Lockheed F-104 Starfighter dello Stormo nel 1985

Il 55º Gruppo il 28 novembre fu trasferito in Sardegna e compì la sua ultima missione di guerra il 18 maggio 1943. Il 116º continuò invece a decollare dall'aeroporto di Latina e, dalla metà di aprile, da Cameri, dove rimase sino al 15 giugno 1943, data in cui assunse la posizione quadro.

### Dalla ricostituzione
Rimase in quella posizione fino al 1º ottobre 1984, quando fu ricostituito dall'Aeronautica Militare, come 37º Stormo "Cesare Toschi", nella sua attuale sede in Sicilia.
Dal 1984 dunque lo Stormo, di stanza all'aeroporto di Trapani-Birgi (luogo di nascita del 18º Gruppo Caccia Intercettori alle dipendenze dello stormo), impiegò il Lockheed F-104 Starfighter.  Nel marzo 1985 lo stormo ricevette la bandiera di guerra. Nel 1999 prese parte alle missioni militari in Kosovo.

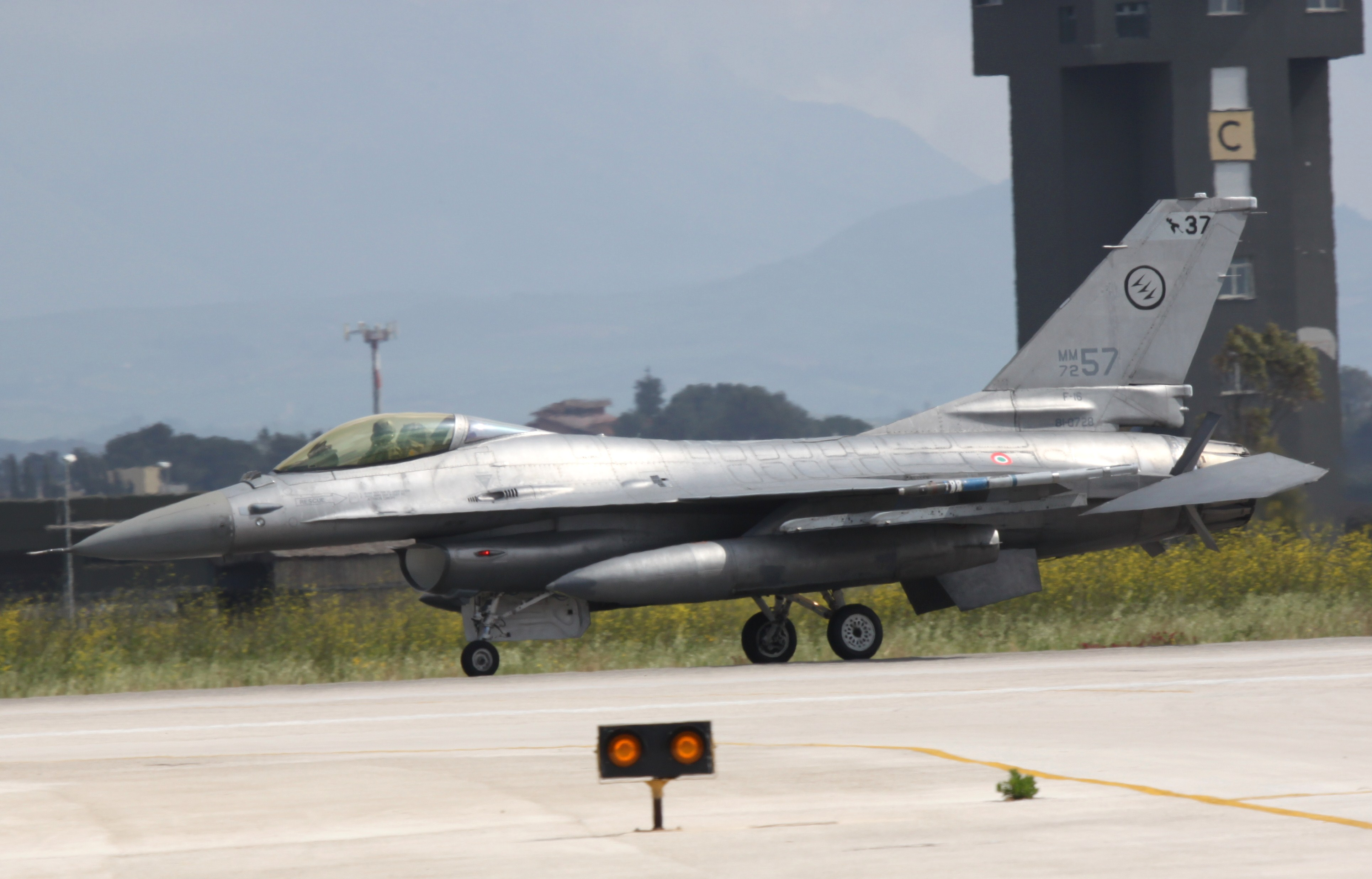
F-16A-15(ADF) del 37º Stormo nell'aeroporto di Birgi nel 2011

Lo stormo fu il primo dell'Aeronautica Militare a transitare sugli F-16 nell'ambito del programma Peace Caesar. La prima consegna dei velivoli ricondizionati dalla Lockheed Martin nella versione F-16A Block 15 ADF Fighting Falcon è del 2003, e venne celebrata il 17 luglio.
Dal 28 marzo 2006 al 2010 ha avuto in organico, oltre al 18°, anche il 10º Gruppo Caccia Intercettori, da quella data in organico al 36º Stormo, avendo cessato di volare con gli F-16 per passare agli Eurofighter Typhoon trasferendosi a Gioia del Colle.
Nel 2011 lo stormo ha preso parte all'operazione Odyssey Dawn in Libia.
Dopo la fine del programma "Peace Caesar" nel 2012, lo stormo ha acquisito gli Eurofighter 2000 (EFA) provenienti da Gioia del Colle e Grosseto il 18 ottobre dello stesso anno, quando con cerimonia ufficiale ha preso in carico gli EFA assegnati al 18º gruppo.

## Organizzazione
Dipendono dal 37º Stormo:

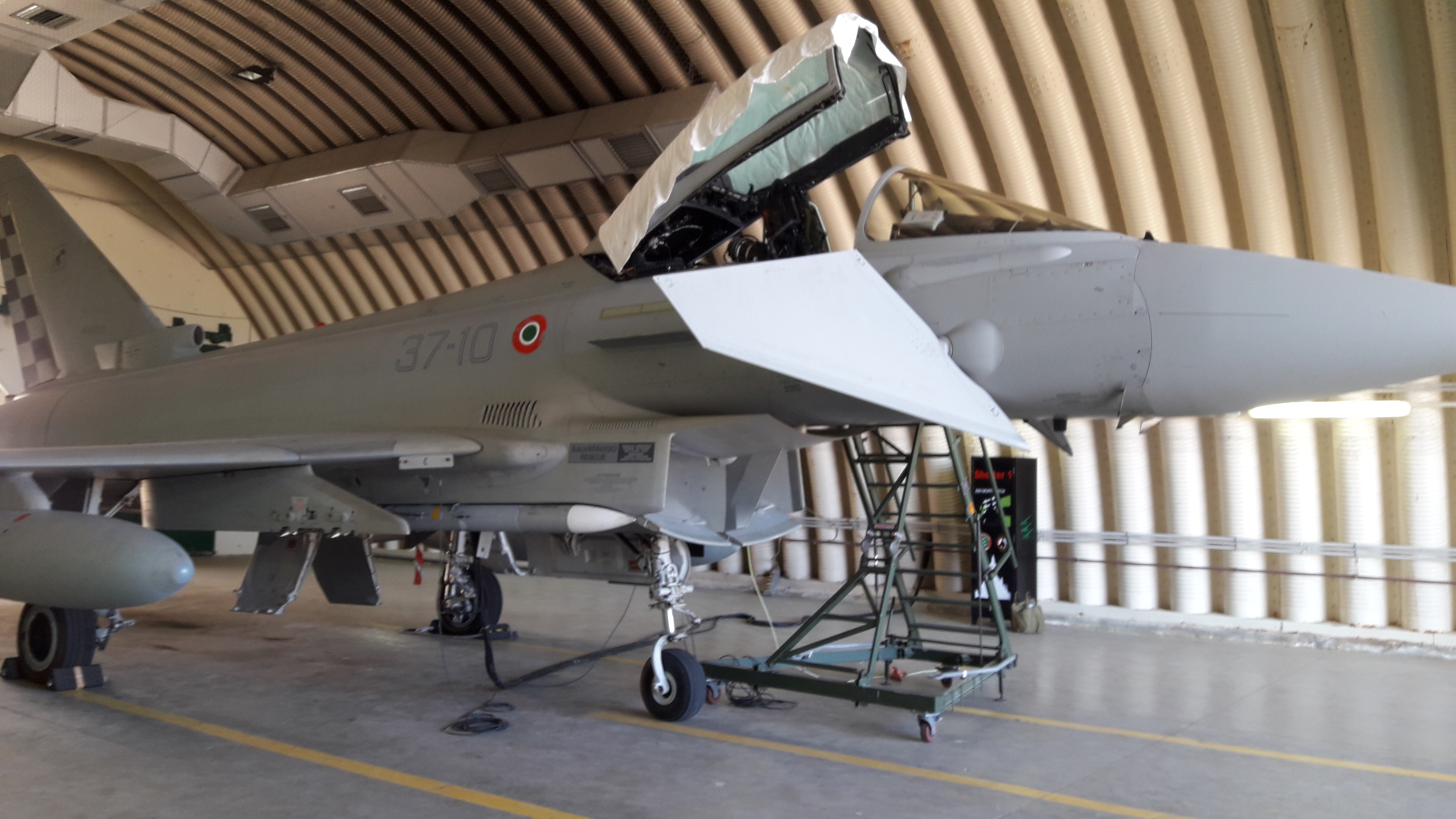
Eurofighter del 37° nell'hangar di Trapani Birgi nel 2018

- Comando Aeroporto militare "Livio Bassi"
- Comando Stormo
- 18º Gruppo caccia
- 437º Gruppo Servizi Tecnici Operativi
- 537º Gruppo Servizi Logistici Operativi
- Gruppo Mobile Supporto Aeromobili
- Servizio Tecnico Rinforzato (Gruppo Efficienza Aeromobili dal 2004 al 2012)
- 216º Nucleo Gruppo Protezione delle Forze del 16º Stormo
- 6º Laboratorio Tecnico A.M. di Controllo
- Distaccamento aeroportuale di Pantelleria
- Distaccamento Aeronautico di Lampedusa
- 82º Centro C/SAR (per la logistica - operativamente dipende dal 15º Stormo)
- 135ª Squadriglia radar remota (per la logistica - operativamente dalla 4ª Brigata telecomunicazioni)
- Squadriglia T.L.C. del 2º Reparto Tecnico Comunicazioni

## Comandanti

### 2ª guerra mondiale
- col.pil. Goffredo Gorini (aprile 1939-luglio 1940)
- col.pil. Angelo Banchieri (luglio 1940- aprile 1941)
- col.pil. Giuseppe Scarlata (aprile 1941-settembre 1942)
- ten.col.pil. Luigi Fabiani (settembre -novembre 1942)
- col.pil. Antonio Altomare (novembre 1942 - giugno 1943)

### Dalla ricostituzione
- col.pil. Enrico Pinto (1984-1985)
- col.pil. Sergio Triches (1985-1986)
- col.pil. Settimo Merendino (1986-1987)
- col.pil. Silvio Mollicone (1987-1988)
- col.pil. Daniele Tei (1988-1989)
- col.pil. Giampiero Gargini (1990)
- col.pil. Valter Mauloni (1990-1994)
- col.pil. Roberto Scodellaro (1994 - 1995)
- col.pil. Dino Fabbri (1995 - 1996)
- col. pil. Mario Ottone (1996-1998)
- col. pil. Elio De Martiis (1998-2001)
- col. pil. Roberto Duraccio (2001-2004)
- col. pil. Antonio Maurizio Agrusti (2005-2007)
- col. pil. Carlo Moscini (2007-2009)
- col. pil. Bruno Strozza (2009-2010)
- col. pil. Mauro Gabetta (2010-2012)
- col. pil. Lorenzo De Stefano (2012-2014)
- col. pil. Luca Capasso (2014 - 2016)
- col. pil. Salvatore Ferrara (luglio 2016 - settembre 2018)[6]
- col. pil. Mauro Gnutti (settembre 2018 - 1 luglio 2020)
- col. pil. Moris Ghiadoni (1º luglio 2020 - 31 agosto 2022)
- col. pil. Daniele Donati (31 agosto 2022 - 12 giugno 2024)
- col. pil. Daniele Mastroberti (dal 12 giugno 2024)

## Onorificenze
Alla Bandiera di Guerra